# Carl Friedrich Funk

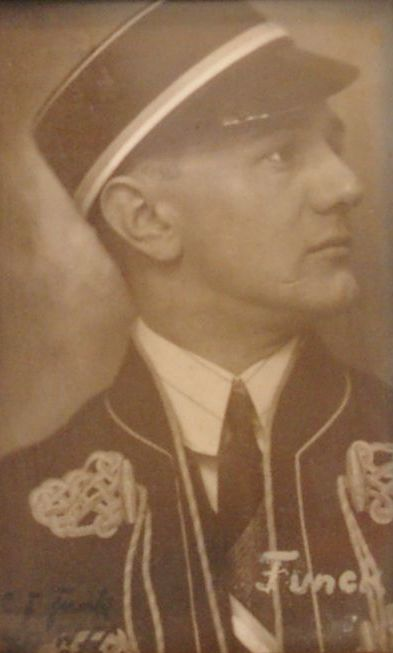
Funk als Erlanger Rheinländer (1923)

Carl Friedrich Funk (* 27. Januar 1897 in Nürnberg; † 29. Oktober 1985 in Garmisch-Partenkirchen) war ein deutscher Dermatologe und Hochschullehrer.

## Leben
Funk studierte Medizin an der  Friedrich-Alexander-Universität und wurde 1923 Mitglied des Corps Rhenania Erlangen. 1924 zum Dr. med. promoviert, begann er seine Ausbildung in der Erlanger Pathologie bei Gustav Hauser und in der Inneren Medizin in Nürnberg und bei Ernst Zapel, der die Tuberkulose-Abteilung des Krankenhauses Berlin-Spandau leitete. 1927 ging er zu Georg Arndt (1874–1929) in der Hautklinik der Berliner Charité. 1928 wurde er von Heinrich Löhe als Oberarzt an das Rudolf-Virchow-Krankenhaus berufen. Dort leitete er das serologische Labor. Als Referent des Städtischen Hauptgesundheitsamtes veröffentlichte er die Ergebnisse der von ihm inaugurierten Infektionsquellenforschung. Seit 1936 habilitiert, wurde er 1940 zum apl. Professor für Dermatologie ernannt.
Seine große Aufgabe fand er 1930, als er Chefarzt der neu eingerichteten Lupusheilstätte Müncheberg wurde. Er etablierte eine leistungsfähige Lichttherapie und moderne Operationseinrichtungen. Als Nestor der „korrektiven Dermatologie“ machte  er seine Nasen- und Ohrenprothetik zum internationalen Maßstab in der ästhetischen Medizin.
Nachdem die Heilstätte im märkischen Müncheberg bei Kriegsende zerstört worden war, wurde Funk 1947 dirigierender Arzt der zunächst in alten Baracken eingerichteten Hautklinik im Städtischen Krankenhaus Regensburg. Er initiierte die ostbayerischen Dermatologentagungen und den Kongress der Deutschen Gesellschaft für Ästhetische Medizin und ihre Grenzgebiete in Regensburg.
Wissenschaftlich befasste er sich vor allem mit den Typen und der Virulenz der Tuberkelbazillen beim Lupus vulgaris, mit dem Problem der Lupusbekämpfung, der Diätbehandlung der Hauttuberkulose und der Sarkoidose. Allein in Regensburg entstanden 56 dermatologische Publikationen.
Den Ruhestand verlebte er in Garmisch-Partenkirchen.

## Ehrenämter
- Fachberater für Hauttuberkulose bei der Regierung Oberpfalz
- Mitglied des Zentralkomitees zur Bekämpfung der Tuberkulose